# Foncea
Foncea è un comune spagnolo di 116 abitanti situato nella comunità autonoma di La Rioja.